# Pino Cacucci

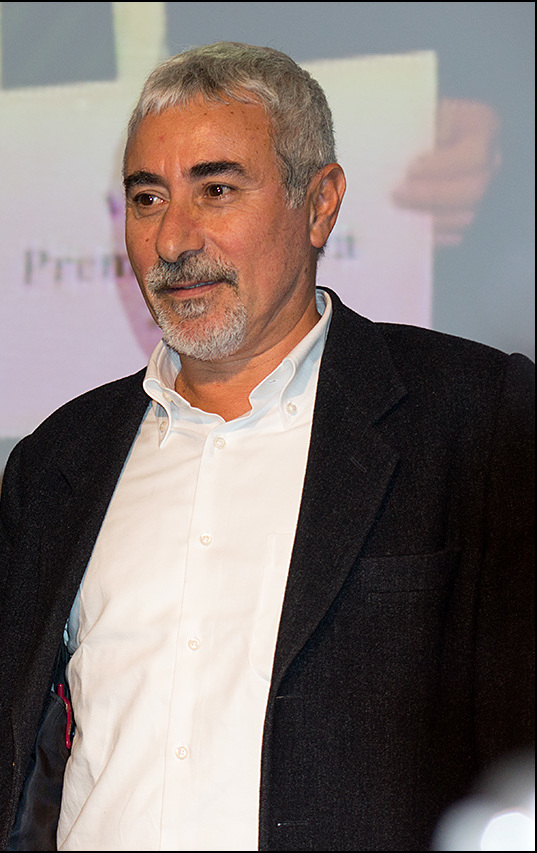
Pino Cacucci (2012)

Pino Cacucci (* 8. Dezember 1955 in Alessandria) ist ein vielseitiger italienischer Autor, der als Journalist, Roman- und Drehbuchautor und Übersetzer tätig ist und bisher mehrere Krimis, historische Romane, Romanbiographien, Erzählungen sowie Reisebücher über Mexiko und Südamerika verfasste.

## Biographie
Cacucci wuchs in Chiavari auf. 1975 zog er nach Bologna und schrieb sich an der dortigen Universität in der Fakultät DAMS (Discipline delle Arti, della Musica e dello Spettacolo, Disziplinen der Kunst, der Musik und des Spektakels) zum Studium ein. Zu Beginn der 1980er Jahre lebte er für längere Zeit teils in Paris, teils in Barcelona. Er unternahm ausgedehnte Reisen nach Lateinamerika, speziell nach Mexiko, wo er sich auch längere Zeit niederließ.
Neben seiner eigenen schriftstellerischen Tätigkeit ist Cacucci auch als Übersetzer ins Italienische für mehrere spanische und lateinamerikanische Autoren wie Javier Cercas, Francisco Coloane, José Manuel Fajardo, Santiago Gamboa, Manuel Rivas und Paco Ignacio Taibo II tätig. Einige seiner Bücher sind inzwischen auch auf Deutsch erhältlich.
Sein Roman Puerto Escondido wurde 1992 von Gabriele Salvatores verfilmt. 1995 entstand unter dem Titel Viva San Isidro eine Verfilmung seines Romans San Isidro Futbòl unter der Regie von Alessandro Cappelletti.

## Auszeichnungen
Cacuccis Roman Demasiado corazón wurde 1999 beim Noir In Festival in Courmayeur mit dem Premio Giorgio Scerbanenco für den besten italienischen Kriminalroman des Jahres ausgezeichnet.

## Werke (Auswahl)

### Originalausgaben
- Outland rock, Transeuropa 1988, Mondadori 1991
- Puerto Escondido (Roman), Interno Giallo 1990, Neuauflage bei Mondadori
- Tina, Interno Giallo 1991, Neuauflagen bei TEA und Feltrinelli
- San Isidro Futbòl, Granata Press 1991, Feltrinelli 1996
- Punti di fuga, Mondadori 1992, Feltrinelli 2000
- La polvere del Messico, Mondadori 1992, Feltrinelli 1996, überarbeitete Auflage bei Feltrinelli 2004
- Forfora (Erzählungen), Granata Press 1993, erweiterte Neuauflage unter dem Titel Forfora e altre sventure bei Feltrinelli 1997
- In ogni caso nessun rimorso, Longanesi 1994, Neuauflagen bei TEA und Feltrinelli 2001
- Camminando. Incontri con un viandante, Feltrinelli 1996
- Demasiado corazón, Feltrinelli 1999
- Ribelli!, Feltrinelli 2001
- Gracias México, Feltrinelli 2001
- Mastruzzi indaga, Feltrinelli 2002
- Oltretorrente, 2003
- Tobacco zusammen mit Gloria Corica und Otto Gabos, Bande Dessinée 2005
- Nahui, 2005
- Le balene lo sanno, Feltrinelli 2009
- Nessuno può portarti un fiore, Feltrinelli 2012
- Mahahual, Feltrinelli 2014

### Deutsche Übersetzungen
- Outland Rock. 5 starke Thriller. Übersetzt von Jürgen Bauer. Zürich: Diogenes 1989. ISBN 3-257-01827-4; Zürich: Diogenes TB 1991. ISBN 3-257-21973-3
- Puerto Escondido (Roman). Übersetzt von Ulrich Hartmann. Zürich: Diogenes 1993. ISBN  3257019572
- Tina Modotti. Ein brüchiges Leben in Zeiten absoluter Gewissheit. Übersetzt von Michaela Wunderle. Frankfurt (Main): Verlag Neue Kritik 1989. ISBN 3-8015-0227-9; Tina. Das abenteuerliche Leben der Tina Modotti. Übersetzt von Karin Krieger. Zürich: Diogenes 1993. ISBN 3-257-01968-8
- Ein Wunder am Ende der Welt. Übersetzt von Christiane Winkler. Frankfurt (Main): Krüger 2002. ISBN 3-8105-0380-0; Frankfurt (Main): Fischer TB 2003. ISBN 3-596-15816-8
- Flying high: Mexiko. Übersetzt von Birte Völker. Wiesbaden: White Star Verlag 2007. ISBN 978-3-86726-012-1
- Besser auf das Herz zielen. Übersetzt von Andreas Löhrer. Hamburg: Edition Nautilus 2010. ISBN 978-3-89401-722-4

## Filmographie
- Il commissario Corso (Drehbuch, mit Gloria Corica und Marco Videtta), Fernsehserie in neun Teilen, Regie: Gianni Lepre und Alberto Sironi, 1987
- Puerto Escondido (Roman), Regie: Gabriele Salvatores, 1992
- Viva San Isidro (Roman, Drehbuch), Regie: Alessandro Cappelletti, 1995
- Nirvana - Jagd im Cyberspace (Drehbuch, mit Gloria Corica und Gabriele Salvatores), Regie: Gabriele Salvatores, 1997